# Per-Gunnar Andersson

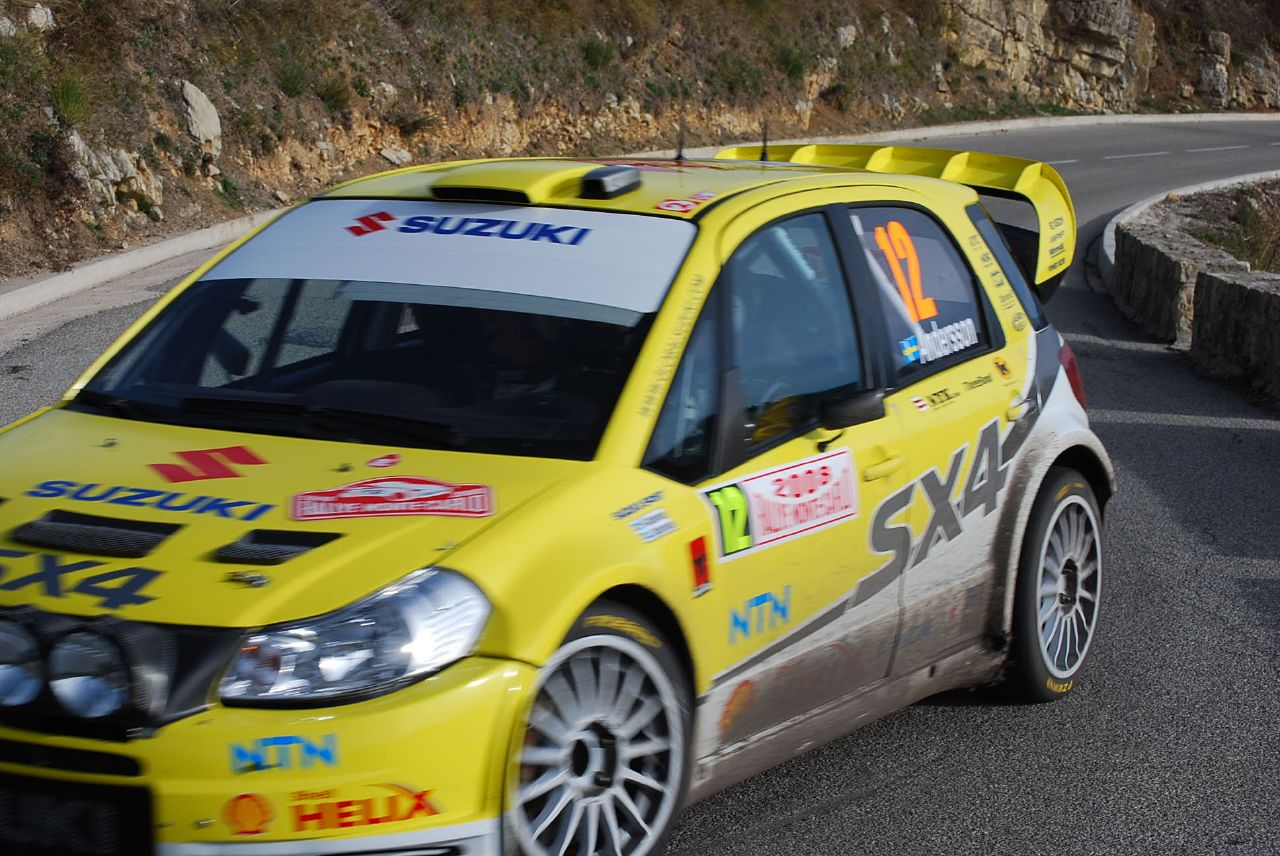
Ral·li Monte-Carlo 2008.

Per-Gunnar Andersson (Årjäng, Suècia, 10 de març de 1980) és un pilot de ral·lis suèc guanyador del Campionat Mundial de Ral·lis júnior dels anys 2004 amb un Suzuki Ignis S1600 i 2007 amb un Suzuki Swift S1600.
L'any 2008 passà a formar part del Suzuki World Rally Team en el debut de Suzuki a la màxima categoria dels ral·lis amb el Suzuki SX4 WRC, amb el que acabà en 12a posció final del campionat amb com a millors resultats dos cinquens llocs, un al Ral·li del Japó i l'altre al Ral·li de Gal·les.